# International Society of Limnology
Die International Society of Limnology, abgekürzt SIL, basierend auf der ursprünglichen Bezeichnung Societas Internationalis Limnologiae Theoreticae et Applicatae, ist eine im Jahre 1922 durch den Deutschen August Thienemann und den Schweden Einar Naumann gegründete internationale Fachgesellschaft, die sich der Limnologie und dem Management der Binnengewässerökosysteme (Seen, Flüsse usw.) widmet. Ihre frühere Bezeichnung und Abkürzung im deutschsprachigen Raum war neben der oben genannten lateinischen Form die deutsche Form Internationale Vereinigung für Theoretische und Angewandte Limnologie (IVL); im angelsächsischen Bereich wurde sie als International Association of Theoretical and Applied Limnology bezeichnet.
Die Gesellschaft hat derzeit (2008) rund 2800 Mitglieder. Die SIL publiziert die folgenden wissenschaftlichen Veröffentlichungen:
- Die wissenschaftliche Zeitschrift Fundamental and Applied Limnology, E. Schweizerbart’sche Verlagsbuchhandlung – Science Publishers, ISSN 1863-9135; bis 31. Dezember 2006 trug die Zeitschrift den Titel Archiv für Hydrobiologie, den sie heute noch als Zweitnamen trägt
- Die SIL Occasional Publications, früher Mitteilungen (Communications) genannt, eine unregelmäßige Veröffentlichungsreihe über Einzelthemen
- Limnology in Developing Countries, eine Bücherserie
- Die Congress Proceedings, die noch den historischen Namen Verhandlungen Internationale Vereinigung für theoretische und angewandte Limnologie tragen

Anlässlich der 50-Jahr-Feier hielt die traditionsbewusste Gesellschaft 1972 ein Jubiläumssymposium in Deutschland (in Kiel) ab; der 75. Jahrestag wurde 1997 in Frankfurt am Main in Anwesenheit des langjährigen Generalsekretärs der SIL, Robert G. Wetzel, gewürdigt. Die Jahrestagungen finden traditionell in einem Drei-Jahres-Rhythmus statt, zuletzt in Melbourne (Australien, 2001), Lahti (Finnland, 2004), Montréal (Canada, 2007), Kapstadt (Südafrika, 2010) und Budapest (Ungarn, 2013). Auf ihnen wird ihre höchste Auszeichnung, die Naumann-Thienemann-Medaille verliehen.